# Plan de Ayala (Ostuacán)
Plan de Ayala es una localidad del estado mexicano de Chiapas. Es parte del municipio de Ostuacán.

## Toponimia
El nombre de la localidad refiere al Plan de Ayala, manifiesto político de la Revolución mexicana.

## Demografía
| Gráfica de evolución demográfica |
|                                  |

| Censo | Población |
| ----- | --------- |
| 1900  | 266       |
| 1910  | 19        |
| 1921  | 16        |
| 1930  | 11        |
| 1940  | 17        |
| 1950  | —         |
| 1960  | 283       |
| 1970  | 423       |
| 1980  | 920       |
| 1990  | 2 058     |
| 2000  | 1 933     |
| 2010  | 1 463     |
| 2020  | 1 930     |